# Lighthouse: The Dark Being
Lighthouse: The Dark Being är ett äventyrsspel från 1996 utvecklat och utgivet av Sierra On-Line.

## Handling
Spelaren börjat sitt äventyr i ett litet hus vid kusten i Oregon. Ledtrådarna i början av spelet antyder att man är en författare som just flyttat in och mött de något excentriska grannarna Dr. Jeremiah Krick och hans dotter Amanda, som bor i en fyrvaktarbostad i närheten. Spelaren upptäcker strax att blixten slår ner i fyren och ett konstigt sken uppenbarar sig kring den. På telefonsvararen finns ett meddelande från Dr. Krick där han desperat ber spelaren om att komma över och vakta Amanda.
Väl framme vid fyrvaktarbostaden möts man av ett öde hus. När spelaren väl tagit sig in finner denne dottern Amanda i sin spjälsäng. Efter att ha tittat sig omkring i huset, hörs ett kraftigt ljud och en varelse, The Dark Being, uppenbarar sig. Varelsen kidnappar Amanda och försvinner in i en portal. Nu är det upp till spelaren att följa efter, för att rädda Amanda och Dr. Krick och förgöra The Dark Being.